# NAudio
NAudio（エヌオーディオ）とは.NET Framework上で動作するオーディオライブラリである。GitHub上でオープンソースで開発されている。以前はMicrosoft Public Licenseであったが、2021年2月7日リリースのv2.0.0からMIT licenseとなった。

## 主な機能
出典

### さまざまな音声ドライバを使用して音声を再生する
- WaveOut

- DirectSound
- ASIO
- WASAPI

### コーデックをデコードする
- WAV
- AIFF
- MP3(ACM、DMO、またはMFTを使用)
- G.711 mu-law および a-law
- ADPCM, G.722, Speex (NSpeexを使用)
- WMA, AAC, MP4オーディオ (Media Foundationを使用)
- その他

### 音声データを変換する
- チャンネル数の変更(モノラルとステレオ)
- ビット深度の変更(8bit,16bit,24bit,32bit整数と32bit IEEE Float)
- さまざまなリサンプリングアルゴリズムを使ってリサンプリングする

### 音声データをエンコードする
- MP3を作成 (Windows 8以降)
- AAC/MP4オーディオを作成 (Windows 7以降)
- WMAを作成
- G.711、ADPCM、G.722などを含むWAVを作成

### 音声データをミキシングして操作する
- シグナルチェーンを構築
- サンプルレベルを調べる
- サンプルのブロックをFFTに通してメータリングまたはDSPに渡す
- 音声の遅延、ループ、またはフェードイン・フェードアウトをする
- BiQuadフィルタを使用してイコライザを適用する(ローパス、ハイパス、ピーキングEQなどが可能)
- 位相ボコーダを使用してオーディオのピッチシフトをする

### さまざまな音声ドライバから音声を入力・録音する
- WaveIn
- WASAPI
- ASIO

### システムオーディオを録音する
- WASAPI Captureを使ってシステムオーディオを録音

### サウンドカードの情報を得る
- デバイスを列挙する
- サウンドカードのコントロール情報とメータリング情報にアクセスする

### MIDI
- MIDIファイルを読み書きする
- 受信したMIDIイベントに応答する
- MIDIイベントを送信する

### プログラミングによる機能拡張
- NAudioのいくつかの基本クラスを継承してカスタムプログラムに使用できる

### UWPのサポート
- Windows 8ストアアプリとUWPアプリの開発

## ダウンロード
以下のサイトからダウンロードできます。
- NuGet
- GitHub(英語のマニュアル付き)